# 安扎利滨海湖
37°28′16″N 49°27′44″E / 37.47111°N 49.46222°E

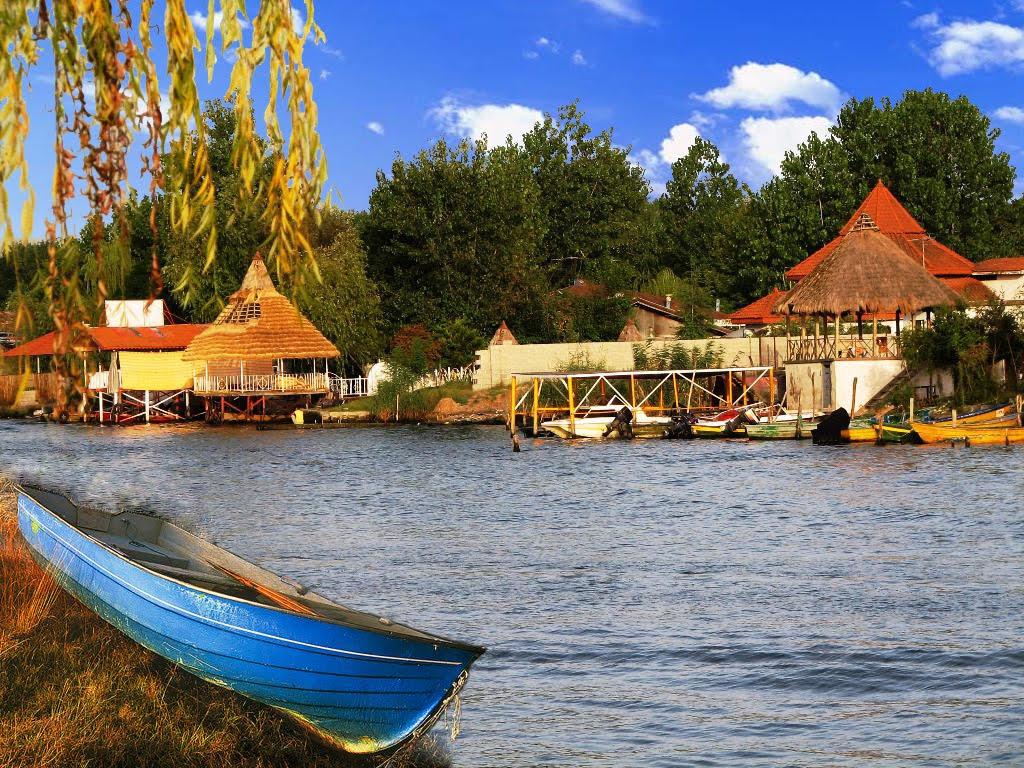

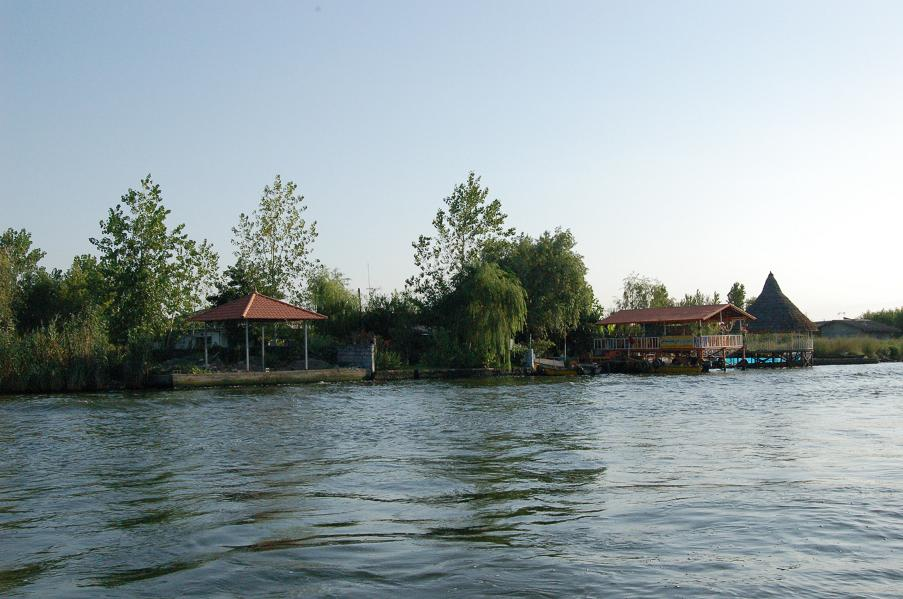
安扎利湖

安扎利滨海湖（波斯语：تالاب انزلی）（也称 Anzali Mordab, Anzali Bay,   Pahlavi Mordab, Pahlavi Bay 或 Anzali Liman） 是一个近海漓漫，或称潟湖，位于伊朗北部省份吉兰省的临里海城市安扎利港。该湖将安扎利港分成两半，也是Selke野生生物保护区和Siahkesheem河流湿地的所在处。
尽管受到污染，该湖仍被认为是一个观鸟的好去处。 该湖湖水的盐度从支流处的淡水向入海口处的汽水过渡。研究表明，19世纪和20世纪初时，该湖湖水的盐分含量明显高于现在。
从20世纪30年代起，该湖的容量开始缩小至不及原先的1/4。 然而，在最近的10年中（截至2007年），由于里海海面上升导致更多的水体交换，以及支流上游灌溉使得支流盐分提高，在这样的双重作用下，该湖湖水的盐度有所上升。
该湖现已被列入《湿地公约》的保护名录。

## 渔业

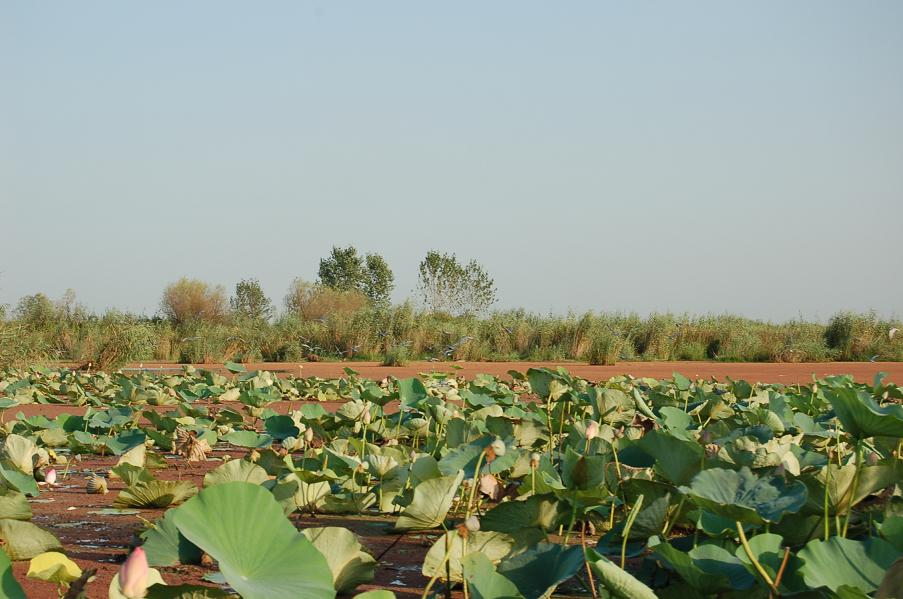
安扎利滨海湖中生长的里海莲（Nelumbo caspicum）和细叶满江红（Azolla filiculoides）

1950年以前，安扎利滨海湖的经济渔业产量约占整个吉兰省的70%，年捕捞量超过5,000吨。 商业捕捞在每年春季和秋季产卵期时进行——届时，库图拟鲤、梭鲈和欧鳊将从里海游入安扎利滨海湖。 然而，由于各种因素的影响，至1960年商业捕捞彻底终止时，该湖的年捕捞量已降低至不到100吨。
由于上游灌溉的增多，严重的淤积使得湖体缩小、水深降低，水源污染和水体富营养化都迫使渔业陷入停滞。如今湖水表面逐渐被大型水生植物覆盖，主要是外来的细叶满江红（Azolla filiculoides），这使得水体富营养化逐步加重，大片湖水因而缺乏足够多的溶解氧来维持鱼类的生存。

## 地理
安扎利湖临近伊朗吉兰省北部港口城市安扎利港，面积约15,000公顷，是伊朗为数不多的名列1975年《湿地公约》国际湿地名录的湿地之一。湿地被认为是生物多样性最为复杂的生态系统；然而，由于行政机构的疏忽，安扎利湖的生态系统正在面临遭受极大破坏的危险。
安扎利湖作为城市供水的水源地和生活、工业污水的排放处，已经严重威胁到居住于此的许多动物种群，包括至少78种鸟类。此外，一些当地的行政机构还试图在毗邻湿地的一个半岛上修建运动场。这会对湿地造成致命一击，因而在环保主义者的抗议之下至今仍未能修建。
澳大利亚、加拿大、美国和许多欧洲国家在自然保护方面所作出的努力，体现了政府对自然栖息地保护问题的严肃对待，这些自然栖息地反过来也构成了当地长久不衰的旅游吸引力。

### 岛屿
湖中的岛屿有Bozorg、Kouchak和Mianposhteh。

### 支流
下列溪流都流入安扎利湖：
- Pirbazar
- Pasikhan
- Shakhraz
- Gazrudbar
- Massuleh
- Palanghvar
- Abatar
- Khalkai
- Morghak
- Bahambar
- Shaf